# Palaemon concinnus
Palaemon concinnus är en kräftdjursart som beskrevs av James Dwight Dana 1852. Palaemon concinnus ingår i släktet Palaemon och familjen Palaemonidae. Inga underarter finns listade i Catalogue of Life.